# マックス・シュメリング・ハレ
マックス・シュメリング・ハレ (Max-Schmeling-Halle) は、ドイツ・ベルリンのフリードリヒ・ルートヴィヒ・ヤーン運動公園にある多目的アリーナ。
1996年に完成。ドイツの伝説的ボクサーであるマックス・シュメリングから名づけられた。
オープンから2008年にO2ワールドが完成するまで、バスケットボール・ブンデスリーガのアルバ・ベルリン、ドイツ・アイスホッケーリーガのアイスベーレン・ベルリンのホームアリーナとして使用されたほか、1998年のFIBAユーロスターズ、2007年世界男子ハンドボール選手権、2011年ヨーロッパ体操競技選手権、ブンデスビジョン・ソング・コンテストなどのイベントが開催されている。